# 梅山茜
梅山 茜（うめやま あかね、1991年7月7日 - ）は、オフィスキイワードに所属するフリーアナウンサーで、元NHK高知放送局契約キャスターおよび四国放送アナウンサー。

## 来歴
大阪府大阪市の出身。関西学院大学在学時には、関西アナウンススクールに通う。卒業後の2014年4月から、NHK高知放送局の契約キャスターを3年間務めた。契約期間満了後の2017年3月から、四国放送にアナウンサーとして勤務。退職後、2020年4月から9月までフリーランス、2020年10月からオフィスキイワード所属のフリーアナウンサーとして関西地方を中心に活動している。

### 人物
- 趣味はお笑い鑑賞、マラソン、カフェ巡り、ウクレレ、日記・手紙を書くこと。
- 特技はバク転（マットがあれば出来る）、大きな口で食べる事。
- 好きなアーティストはaiko、東方神起。ライブにも足を運んでいる。

## 担当番組

### NHK高知放送局キャスター時代
- こうち情報BOX - キャスター[6]
- こうちいちばん - キャスター（隔週出演）[3]

### 四国放送アナウンサー時代

#### テレビ
- ゴジカル! - 月曜「どれがNo.1?ゴジカルスイーツ予想」担当、火曜「うめナビ」担当（2017年3月[4] - 2020年3月）
- 徳島新聞ニュース - 不定期
- くらしの情報
- 情報ナイト
- ヒルとく情報
- 24時間テレビ 愛は地球を救う（2018年、2019年、日本テレビ） - 徳島担当MC
- 全国好きな嫌いなアナウンサー大賞（2018年、2019年、日本テレビ）
- 情報ライブ ミヤネ屋（2019年10月17日、読売テレビ）MC - 林マオの夏休み代打
- NNNドキュメント'20「あなたは、いま幸せですか?」（2020年2月2日、日本テレビ） - ナレーション担当

#### ラジオ
- ワタシニホンゴシャベリマース（2018年4月-2019年3月）
- バンリク（ - 2020年3月） - 月曜担当

### フリーランス時代
- 福富弥生のここにしかないラジオ （2020年5月12日、2020年7月6日、エフエムびざん）- 電話出演
- ラジオ大福（2020年6月17日、四国放送） - 電話出演
- 生中継!京都五山送り火2020（2020年8月16日、KBS京都テレビ・BS11） - 中継リポート

### オフィスキイワード時代
- ミント!（2020年10月 - 2021年3月、MBSテレビ） - 水曜日特集リポーター
- 梅山茜のちょっと聴いてよ!（2020年10月4日 - 25日、MBSラジオ、毎週日曜日16:30 - 17:09）
- それゆけ!メッセンジャー （2020年12月 - 、MBSラジオ）
  - 以前から出演している武川智美（毎日放送アナウンサー）、川岸ゆか、藤岡理佐とアシスタントを週替りで担当。
- Newsフェイス（2021年4月1日 - 、KBS京都テレビ） - 火・木曜日キャスター
- あんてなサン（2021年4月 - 、サンテレビ） - 武田訓佳・羽田優里奈（いずれもサンテレビガールズの出身者）・壱城あずさ（元宝塚歌劇団星組男役）と交互にナビゲーターを担当
- はれ、のち、パインアメ◎（2021年7月11日[7] - 9月26日、FM大阪） - 係長マッキーとともにDJを担当。
- きょうとDays（2022年4月1日 - 、KBS京都テレビ） - 火・水・木曜日キャスター
- ヤマヒロのぴかッとモーニング （2024年7月 - 、MBSラジオ）
  - オフィスキイワードの同僚である山本量子の病気療養（2024年8月18日死去）に伴い、水曜日のパートナーを代演した後、8月28日より正式に担当開始。
- さらピン!キョウト 月曜日（2025年6月 - 、KBSラジオ）- 海平和の産休に伴う代理

## 同期のアナウンサー
- 江間丈 - 四国放送時代の同期で、梅山から1年遅れて2021年3月31日に退社。翌4月1日から、オフィスキイワード大阪事務所所属のフリーアナウンサーとして、MBSラジオの番組を中心に出演している。